# Resolució 1862 del Consell de Seguretat de les Nacions Unides
La Resolució 1862 del Consell de Seguretat de les Nacions Unides fou adoptada per unanimitat el 14 de gener de 2009. Preocupat per la contínua tensió a la frontera entre Djibouti i Eritrea i el seu impacte en l'estabilitat i seguretat de la regió de la Banya d'Àfrica, el Consell insta a Djibouti i Eritrea a resoldre el conflicte fronterer de manera pacífica.
El Consell va acollir amb beneplàcit el fet que Djibouti hagués retirat les seves tropes a la zona anterior al conflicte, alhora que condemnava la negativa d'Eritrea a fer el mateix. Eritrea també s'havia negar a concedir visats als membres d'una missió de l'ONU el setembre de 2008.
El Consell va donar un termini de cinc setmanes a Eritrea perquè retirés les seves forces a les posicions anteriors al 10 de juny de 2008; perquè no mantingués cap presència o activitat militar a Ras Doumeira i les illes Doumeira; que reconegués la seva disputa fronterera amb Djibouti; que participés activament en el diàleg i els esforços diplomàtics vers una solució del tema fronterer mútuament acceptable; i que cooperés plenament amb els bons oficis del Secretari General.
Es va demanar al secretari general que presentés al Consell un informe sobre la situació en un termini de sis setmanes, després del qual el Consell revisaria la situació i prendria una altra decisió.